# Human. :II: Nature.
Human. :II: Nature. (estilizado como HVMAN. NATVRE. ou HVMAN. :||: NATVRE.) é o nono álbum de estúdio da banda finlandesa de metal sinfônico Nightwish, lançado em 10 de abril de 2020 através da gravadora Nuclear Blast.
É o primeiro álbum duplo da carreira da banda, e também o primeiro lançamento de estúdio com o baterista Kai Hahto como membro oficial. Ele já havia substituído seu antecessor Jukka Nevalainen no disco anterior Endless Forms Most Beautiful, mas ainda como músico de apoio. É também o último lançamento da banda com o baixista e vocalista Marko Hietala, que deixou o grupo no ano seguinte.

## Antecedentes
Após uma turnê de apoio ao álbum anterior da banda, Endless Forms Most Beautiful, a banda fez uma pausa de um ano, durante a qual Jansen se concentrou em seu primeiro filho. Holopainen disse em uma entrevista em 2016 que a banda continuaria entre os anos de 2018 e 2020, com outro álbum que dará continuidade aos temas explorados em Endless Forms Most Beautiful..
Em julho de 2018, enquanto a banda estava em turnê, Holopainen declarou que havia escrito “80 ou 90%” do material para o próximo álbum do Nightwish, que consistiria em dez ou onze músicas. As gravações começariam em julho de 2019, para um lançamento planejado para a primavera de 2020. A banda “usaria a instrumentação [orquestral] de uma maneira diferente da anterior”, com Holopainen declarando: “Você quer procurar novas maneiras de usá-la para que não acabe soando como antes”.
A mixagem foi feita por Holopainen, Tero Kinnunen e Mikko Karmila, e a masterização por Mika Jussila, no Finnvox Studios. Em 10 de janeiro de 2020, Holopainen confirmou que a produção estava concluída e que o álbum estava pronto para ser lançado. O título do álbum, a capa e outros detalhes foram divulgados em 16 de janeiro de 2020, incluindo a data de lançamento de 10 de abril de 2020

## Recepção
| Críticas profissionais | Críticas profissionais |
| Pontuações agregadas   | Pontuações agregadas   |
| Fonte                  | Avaliação              |
| ---------------------- | ---------------------- |
| Metacritic             | 66/100                 |
| Avaliações da crítica  |                        |
| Fonte                  | Avaliação              |
| AllMusic               | [ 6 ]                  |
| The Arts Desk          | [ 7 ]                  |
| Blabbermouth.net       | 8.5/10                 |
| Folk N' Rock           | 9.2/10                 |
| Kerrang!               | [ 10 ]                 |
| Louder Sound           | [ 11 ]                 |
| Metal Storm            | 5.7/10                 |

No Metacritic, que atribui uma classificação normalizada de 100 às resenhas dos principais críticos, o álbum tem uma pontuação média de 66 com base em 4 resenhas, indicando “resenhas geralmente favoráveis”. A AllMusic fez uma resenha positiva do álbum, dizendo que “Human. :II: Nature....é, com uma exceção, um lançamento consistente e profundamente satisfatório que valeu a pena esperar”. A exceção, para eles, foi “Harvest”, que, segundo eles, “simplesmente não funciona”.
A Kerrang! deu ao álbum 3 de 5 e declarou: “Em seu melhor momento, Hvman:||:Natvre tem a magia impressionante que fez do Nightwish uma das maiores bandas da Europa. Mas, desta vez, há a sensação de que, para um conceito tão grande, as coisas não foram suficientemente longe."
A Louder Sound fez uma avaliação positiva do álbum e declarou: “Você sabe que uma banda se sente bastante confiante quando toma liberdades com as regras da linguagem do rock'n'roll. Mas, seja qual for a pronúncia do título, Human :II: Nature, o primeiro álbum de estúdio do Nightwish em cinco anos, não tenta nos confundir ainda mais".

## Faixas
| Disco 1 – HVMAN. |                    |                   |                |         |  |
| N.º              | Título             | Letras            | Música         | Duração |  |
| 1.               | "Music"            | Tuomas Holopainen |                | 7:23    |  |
| 2.               | "Noise"            | Holopainen        |                | 5:40    |  |
| 3.               | "Shoemaker"        | Holopainen        |                | 5:19    |  |
| 4.               | "Harvest"          | Holopainen        |                | 5:13    |  |
| 5.               | "Pan"              | Holopainen        |                | 5:18    |  |
| 6.               | "How's the Heart?" | Holopainen        |                | 5:02    |  |
| 7.               | "Procession"       | Holopainen        |                | 5:31    |  |
| 8.               | "Tribal"           | Holopainen        |                | 3:56    |  |
| 9.               | "Endlessness"      | Holopainen        |                | 7:11    |  |
| Duração total:   | Duração total:     | Duração total:    | Duração total: | 50:33   |  |

| Disco 2 – NATVRE. "All the Works of Nature Which Adorn the World" |                                                     |                |         |  |
| N.º                                                               | Título                                              | Música         | Duração |  |
| 10.                                                               | "Vista"                                             |                | 3:59    |  |
| 11.                                                               | "The Blue"                                          |                | 3:35    |  |
| 12.                                                               | "The Green"                                         |                | 4:42    |  |
| 13.                                                               | "Moors"                                             |                | 4:44    |  |
| 14.                                                               | "Aurorae"                                           |                | 2:07    |  |
| 15.                                                               | "Quiet as the Snow"                                 |                | 4:05    |  |
| 16.                                                               | "Anthropocene" (incluindo "Hurrian Hymn to Nikkal") |                | 3:05    |  |
| 17.                                                               | "Ad Astra"                                          |                | 4:41    |  |
| Duração total:                                                    | Duração total:                                      | Duração total: | 30:58   |  |

## Créditos

### Banda
- Tuomas Holopainen – teclado, piano, produção, gravação, mixagem
- Emppu Vuorinen – guitarra
- Marko Hietala – baixo, vocais, guitarra acústica
- Troy Donockley – gaita irlandesa, apito baixo, bouzouki, bodhrán, aerofone, guitarra, vocais
- Floor Jansen – vocais
- Kai Hahto – bateria

### Convidados
- Geraldine James – partes faladas em "The Blue" e "Ad Astra"
- Johanna Kurkela – partes faladas em "Shoemaker"

### Equipe técnica
- Mikko Karmila – produção, gravação, mixagem
- Tero Kinnunen – produção, gravação, mixagem

## Desempenho nas paradas
| Parada (2020)                                 | Melhor posiçao |
| --------------------------------------------- | -------------- |
| Austrália (ARIA)                              | 7              |
| Áustria (Ö3 Austria Top 40)                   | 2              |
| Bélgica (Ultratop Flandres)                   | 11             |
| Bélgica (Ultratop Valônia)                    | 14             |
| Canadá (Billboard)                            | 85             |
| Croatian International Albums (HDU)           | 1              |
| República Tcheca (ČNS IFPI)                   | 4              |
| Países Baixos (Dutch Charts)                  | 2              |
| Finlândia (Suomen virallinen lista)           | 1              |
| França (SNEP)                                 | 26             |
| Alemanha (Offizielle Deutsche Charts)         | 1              |
| Hungria (MAHASZ)                              | 2              |
| Itália (FIMI)                                 | 45             |
| Japão (Oricon)                                | 39             |
| Noruega (VG-lista)                            | 4              |
| Polónia (ZPAV)                                | 3              |
| Portugal (AFP)                                | 3              |
| Escócia (Official Scottish Albums)            | 5              |
| Suécia (Sverigetopplistan)                    | 11             |
| Swedish Hard Rock Albums (Sverigetopplistan)  | 1              |
| Suíça (Schweizer Hitparade)                   | 2              |
| Swiss Albums (Schweizer Hitparade Romandy)    | 1              |
| Reino Unido (Official Albums Chart)           | 28             |
| Reino Unido (UK Independent Albums Chart)     | 2              |
| Reino Unido (UK Rock & Metal Albums)          | 1              |
| Estados Unidos (Billboard 200)                | 110            |
| Estados Unidos (Billboard Independent Albums) | 13             |
| Estados Unidos (Top Hard Rock Albums)         | 2              |
| Estados Unidos (Top Rock Albums)              | 11             |